# プロトカテク酸
プロトカテク酸（プロトカテクさん、protocatechuic acid）は、ポリフェノール抗酸化剤の一つ。in vitroまたはin vivoにおいて、通常の細胞および癌細胞との混合効果を有する。ヒト白血病細胞および、ヒトの口腔内から取られる悪性HSG1のアポトーシスを誘導することが報告されているが、TPA-誘導型マウス皮膚腫瘍との混合効果を持つことが分かっている。プロトカテク酸の量と塗布する時間により、腫瘍の成長を減退もしくは増進させることができる。また、神経幹細胞を増殖させ、そのアポトーシスを阻害することが報告されている。

## 代謝
生合成酵素
- (3S,4R)-3,4-ジヒドロキシシクロヘキサ-1,5-ジエン-1,4-ジカルボン酸デヒドロゲナーゼ
- 3-ヒドロキシ安息香酸-4-モノオキシゲナーゼ
- 4-ヒドロキシ安息香酸-3-モノオキシゲナーゼ (NAD(P)H)
- 4-スルホ安息香酸-3,4-ジオキシゲナーゼ
- バニリン酸モノオキシゲナーゼ
- 3,4-ジヒドロキシフタル酸デカルボキシラーゼ
- 4,5-ジヒドロキシフタル酸デカルボキシラーゼ

分解酵素
- プロトカテク酸デカルボキシラーゼ
- プロトカテク酸-3,4-ジオキシゲナーゼ